# Gunnar Hyttse
Gunnar Hyttse, född 18 juni 1908, död 13 februari 1988, var en svensk bandyspelare. Gunnar Hyttse hette från början egentligen Karlsson. Han är en av de fem "Hyttan"-bröderna som samtliga spelat bandy. 
Gunnar Hyttse har vunnit den allsvenska skytteligan fyra gånger. Denna bedrift är han och Hans Elis Johansson ensamma om.

## Meriter
- SM-finaler: 6 (1927, 1929, 1932, 1935, 1936, 1942)
- SM-guld: 1 (1942)
- Allsvensk skyttekung: 1931, 1932, 1933, 1935
- landskamper: 12
- Landskampsmål: 15
- Stor grabb: Nr 3